# Eialete de Cherizor
O Eialete de Cherizor ou Charizur (em turco otomano: ایالت شهر زور; romaniz.: Eyalet-i Şehrizor) foi uma divisão administrativa do Império Otomano a partir do século XVI. A província (eialete) compreendia, basicamente, áreas do atual Curdistão iraquiano.

## História
Durante os séculos XVIII e XIX, foi governado pela dinastia curda de Baban, formando um emirado de mesmo nome. Em 1830, este eyalet foi incorporado ao eialete de Moçul, como sanjaco de Quircuque, formando o vilaiete de Moçul.